# Mesopsyllus atargatis
Mesopsyllus atargatis är en kräftdjursart som beskrevs av Por 1960. Mesopsyllus atargatis ingår i släktet Mesopsyllus och familjen Cletodidae. Inga underarter finns listade i Catalogue of Life.